# Morisset (Nouvelle-Galles du Sud)
Pour les articles homonymes, voir Morisset.
Morisset est une localité australienne située dans la zone d'administration locale de Lac Macquarie en Nouvelle-Galles du Sud.

## Géographie
Morisset s'étend sur 27,1 km2 à l'ouest du lac Macquarie, le long de l'autoroute Sydney-Newcastle. 

## Histoire
La localité porte le nom de James Thomas Morisset (1780-1852), futur directeur de la prison de l'île Norfolk, qui y fit étape en 1823 lors d'un voyage entre Sydney et Newcastle.

## Démographie
En 2021, la population de Morisset s'élevait à 4 078 habitants et celle de l'agglomération Morisset-Cooranbong à 22 150 habitants.